# Merle Homeier
Merle Homeier (27 de agosto de 1999) es una deportista de Alemania que compite en atletismo. Ganó una medalla de plata en el Campeonato Europeo de Atletismo Sub-23 de 2021, en la prueba de salto de longitud.